# Konoe Michitsune
Konoe Michitsune (近衛道経, [[[1184]] - 1238] Erro: {{japonês}}: texto da transliteração contém caractere não latino (pos 19) (ajuda)) foi um kuge (membro da Corte) que viveu no final do Período Heian e início do Período Kamakura da história do Japão. Foi o segundo filho de Motomichi.

## Histórico
Michitsune entra na Corte durante o governo do Imperador Go-Toba, em 17 de janeiro de 1196 e recebe a classificação de Jugoi (funcionário da Corte de quinto escalão júnior).
Em 23 de janeiro de 1198 já durante o reinado do Imperador Tsuchimikado foi nomeado Jijū Moço de câmara. Nesta época sua classificação foi elevada a Shōgoi (funcionário de quinto escalão pleno). E foi nomeado Ushōshō (Sub-comandante da Ala Direita) do Konoefu (Guarda do Palácio). Em 9 de março de 1198 foi nomeado Harima gonsuke (governador provisório da Província de Harima). Em fevereiro do ano seguinte se tornou Jushii (quarto escalão júnior). Em 7 de janeiro de 1199 foi promovido a Sakone-no-gonchūjō (Comandante da Ala Esquerda do Konoefu). Neste mesmo ano em 17 de julho se tornou Jusanmi (funcionário de terceiro escalão júnior) e em 14 de outubro foi nomeado Chūnagon. Em 10 de abril de 1201 Michitsune foi promovido a Shōsanmi (terceiro escalão pleno) e em 17 de setembro promovido a Dainagon. Em 10 de novembro de 1202 é promovido a Shōnii (segundo escalão pleno). Em 10 de março de 1207 é nomeado Naidaijin e em 21 de agosto de 1208 a Udaijin cargo que ocupou até 1 de maio de 1209.